# Gara Făgăraș
Gara Făgăraș este o stație de cale ferată din municipiul Făgăraș, România.